# Yerba Brava
O Yerba Brava é um grupo musical de cumbia formado em San Fernando (Buenos Aires), Argentina. É um dos maiores e mais conhecidos do genêro, tanto no cenário Argentino, quanto no internacional. Seu primeiro álbum foi Cumbia Villera.